# Хеммер, Нина
Нина Хеммер (нем. Nina Hemmer; род. 16 февраля 1993, Кёльн, Северный Рейн-Вестфалия) — немецкая спортсменка (вольная борьба), призёр чемпионата мира и чемпионатов Европы, Европейских игр, участница Олимпийских игр 2016 года.

## Карьера
На чемпионате мира 2021 года, который состоялся в норвежской столице в городе Осло, немецкая спортсменка завоевала серебряную медаль. В финале уступила спортсменке из Японии Цугуми Сакураи.

## Достижения
- Чемпионат Европы по борьбе 2016 — ;
- Чемпионат Европы по борьбе 2017 — ;
- Европейские игры 2019 — ;
- Летние Всемирные военные игры 2019 — ;
- Олимпийские игры 2016 — 14;
- Чемпионат мира по борьбе 2021 — ;